# برثلماوس الأول

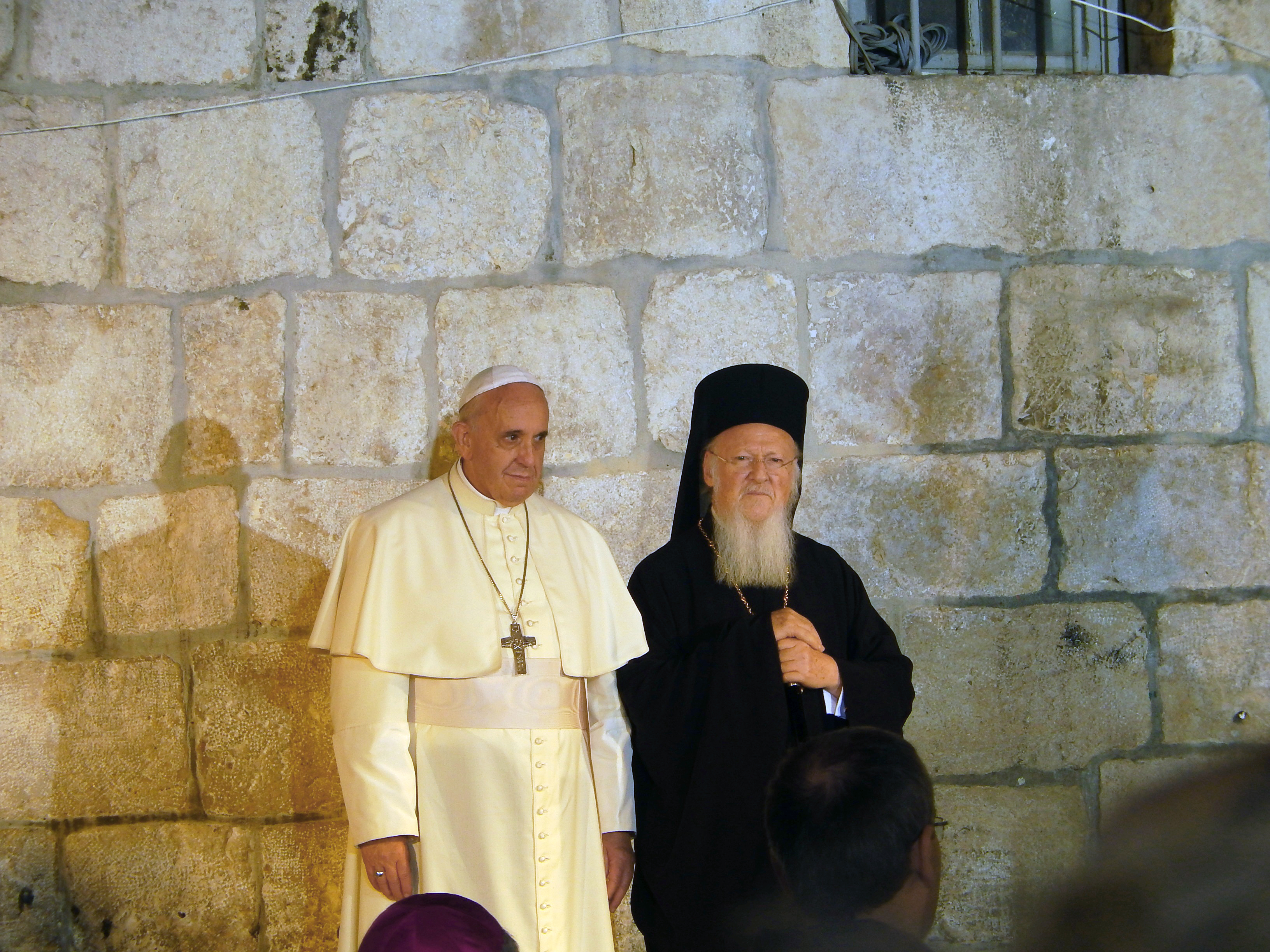
البابا فرنسيس وبرثلماوس الاول في كنيسة القيامة في القدس.

برثلماوس الأول (باليونانية: Βαρθολομαῖος Αʹ، بالتركية: I. Bartholomeos)؛ (29 فبراير 1940) هو بطريرك القسطنطينية المسكوني وروما الجديدة بدايةً من 2 نوفمبر1991. وهو الزعيم الروحي لـ300 مليون مسيحي أرثوذكسي حول العالم.

## سيرة
ولد برثلماوس في قرية أغيوس ثيودورس (باليونانية: Άγιος Θεόδωρος، بالتركية: Zeytinli köyü)، اسمه عند الولادة كان ديمتريوس أرخوندونس، وهو يحمل الجنسية التركية ولكنه ينتمي إلى الأقلية اليونانية في تركيا.
ديمتريوس أرخوندونس تلقى تعليمه الابتدائي في جزيرة إمبروس والثانوي في أحد المدارس اليونانية في إسطنبول، ثم درس اللاهوت في معهد خالكي وتخرج مع مرتبة الشرف في 1961، فرُسّم مباشرة شماسًا وحصل على اسمه برثلماوس. أكمل بين سنتي 1963 و1968 دراساته العليا -دكتوراه- في كلًا من روما وسويسرا وميونخ.
وقد حصل في عام 2002 علي جائزة صوفي التي يمنحها الأديب النرويجي جوستاين غاردر لمجهوداته للحفاظ علي البيئة.

## روابط خارجية
- برثلماوس الأول على موقع الموسوعة البريطانية (الإنجليزية)
- برثلماوس الأول على موقع مونزينجر (الألمانية)